# Expedice 39
Expedice 39 byla třicátou devátou expedicí na Mezinárodní vesmírnou stanici (ISS). Expedice proběhla v březnu – květnu 2014. byla šestičlenná, tři členové posádky přešli z Expedice 38, zbývající trojice na ISS přiletěla v Sojuzu TMA-12M.
Sojuz TMA-11M a Sojuz TMA-12M expedici sloužily jako záchranné lodě.

## Posádka
Hlavní:
| Pozice          | 1. část (březen 2014)              | 2. část (březen – květen 2014)             |
| --------------- | ---------------------------------- | ------------------------------------------ |
| Velitel         | Kóiči Wakata (4), JAXA             | Kóiči Wakata (4), JAXA                     |
| Palubní inženýr |                                    | Alexandr Skvorcov ml. (2), Roskosmos (CPK) |
| Palubní inženýr |                                    | Oleg Artěmjev, (1) Roskosmos (CPK)         |
| Palubní inženýr |                                    | Steven Swanson (3), NASA                   |
| Palubní inženýr | Michail Ťurin (3), Roskosmos (CPK) | Michail Ťurin (3), Roskosmos (CPK)         |
| Palubní inženýr | Richard Mastracchio (4), NASA      | Richard Mastracchio (4), NASA              |

V závorkách je uveden dosavadní počet letů do vesmíru včetně této mise.
Záložní:
- Maxim Surajev
- Gregory Wiseman
- Alexander Gerst
- Barry Wilmore
- Alexandr Samokuťajev
- Jelena Serovová

## Průběh
Počátkem dubna 2014 se na ISS porouchal jeden z počítačů.
Dne 20. dubna 2014 se ke stanici připojila nákladní loď Dragon společnosti Space X s 2300 kg nákladu.
Ve středu 23. dubna dva členové posádky (Mastracchio a Swanson) vystoupili na povrch stanice (výstup EVA), aby zde opravili nefunkční spojovací zařízení.